# Sepsisoma reductum
Sepsisoma reductum är en tvåvingeart som beskrevs av Lindner 1930. Sepsisoma reductum ingår i släktet Sepsisoma och familjen Richardiidae. Inga underarter finns listade i Catalogue of Life.